# Rasch in der That
Rasch in der That ist eine Schnellpolka von Johann Strauss Sohn (op. 409). Das Werk wurde am 29. Januar 1883 im Sofienbad-Saal in Wien erstmals aufgeführt.

## Einzelnachweis
1. ↑  Quelle: Englische Version des Booklets (Seite 66) in der 52 CDs umfassenden Gesamtausgabe der Orchesterwerke von Johann Strauß (Sohn), Hrsg. Naxos (Label). Das Werk ist als zwölfter Titel auf der 23. CD zu hören.